# Saint-Maurice, Bas-Rhin

Saint-Maurice este o comună în departamentul Bas-Rhin, Franța. În 1 ianuarie 2022 avea o populație de 331 de locuitori.